# Griekenland op het Eurovisiesongfestival 2016

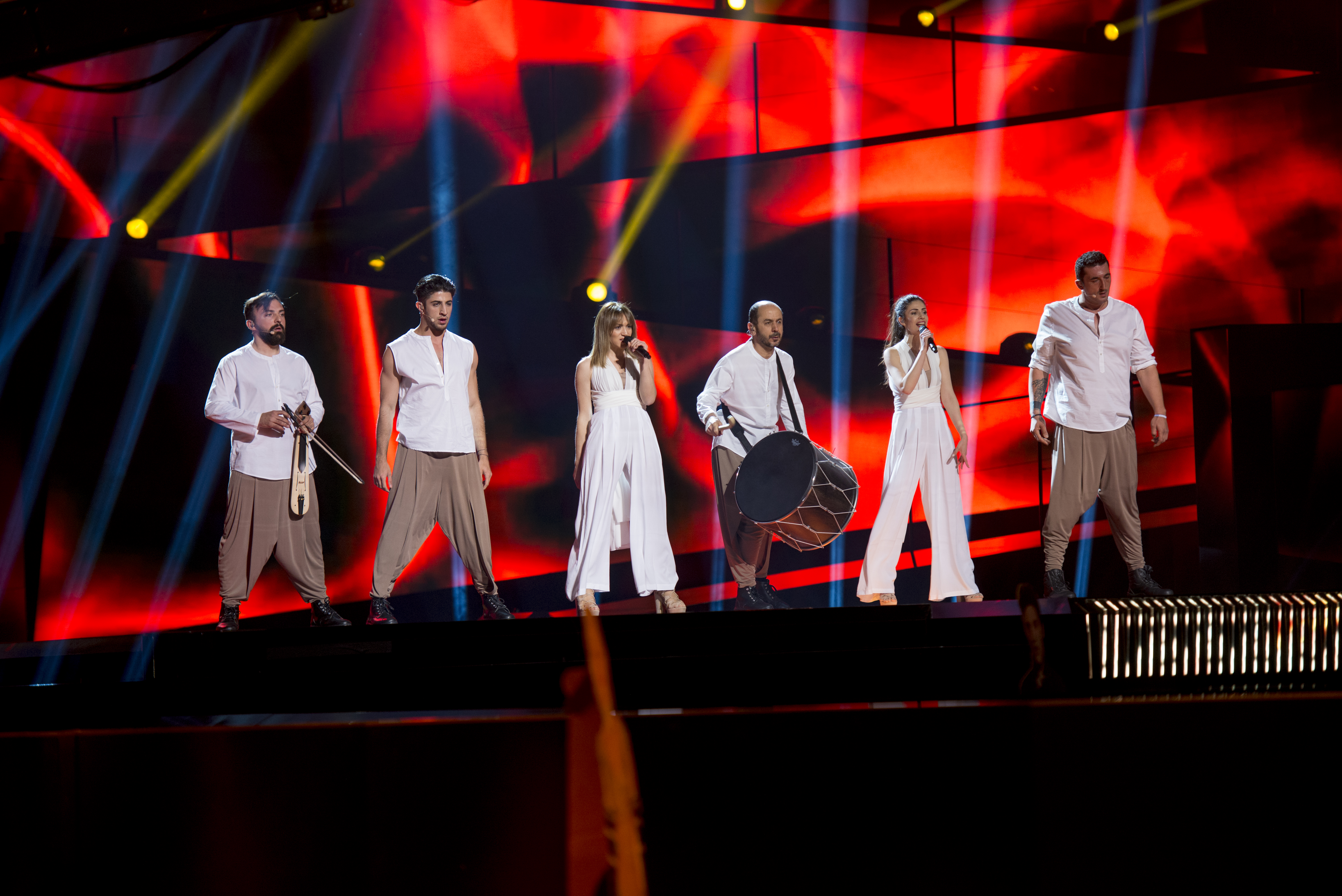
Griekenland werd voor het eerst in de geschiedenis uitgeschakeld in de halve finale

Griekenland nam deel aan het Eurovisiesongfestival 2016 in Stockholm, Zweden. Het was de 37ste deelname van het land op het Eurovisiesongfestival. ERT was verantwoordelijk voor de Griekse bijdrage voor de editie van 2016.

## Selectieprocedure
Nadat ERT in 2013 door het Kabinet-Samaras werd opgedoekt uit besparingsoverwegingen, nam de nieuw opgerichte zender NERIT de organisatie van de Griekse preselectie en deelname aan het Eurovisiesongfestival op zich. Op 11 juni 2015 stemde het Parlement van Griekenland echter in met het voorstel van het Kabinet-Tsipras I om de operaties van ERT te hernemen, en werd NERIT opgedoekt. Op 28 augustus 2015 gaf ERT aan te zullen deelnemen aan het Eurovisiesongfestival 2016. Begin februari maakte ERT bekend dat het intern een act had gekozen. Het was voor het eerst sedert 2004 dat Griekenland geen nationale finale organiseerde. Op 9 februari maakte de Griekse openbare omroep bekend dat het Argo naar Stockholm af zou vaardigen. Het nummer werd op 10 maart vrijgegeven.

## In Stockholm
Griekenland trad in de eerste halve finale op dinsdag 10 mei 2016 aan. Argo trad als tweede van achttien acts op, net na Sandhja uit Finland en gevolgd door Lidia Isac uit Moldavië. Griekenland wist zich voor het eerst in de geschiedenis niet te plaatsen voor de finale.
1974 · 1975 · 1976 · 1977 · 1978 · 1979 · 1980 · 1981 · 1982 · 1983 · 1984 · 1985 · 1986 · 1987 · 1988 · 1989 · 1990 · 1991 · 1992 · 1993 · 1994 · 1995 · 1996 · 1997 · 1998 · 1999-2000 · 2001 · 2002 · 2003 · 2004 · 2005 · 2006 · 2007 · 2008 · 2009 · 2010 · 2011 · 2012 · 2013 · 2014 · 2015 · 2016 · 2017 · 2018 · 2019 · 2020 · 2021 · 2022 · 2023 · 2024 · 2025
Albanië · Armenië · Australië · Azerbeidzjan · België · Bosnië en Herzegovina · Bulgarije · Cyprus · Denemarken · Duitsland · Estland · Finland · Frankrijk · Georgië · Griekenland · Hongarije · Ierland · IJsland · Israël · Italië · Kroatië · Letland · Litouwen · Macedonië · Malta · Moldavië · Montenegro · Nederland · Noorwegen · Oekraïne · Oostenrijk · Polen · Rusland · San Marino · Servië · Slovenië · Spanje · Tsjechië · Verenigd Koninkrijk · Wit-Rusland · Zweden · Zwitserland